# Paulo Roberto Vidal
Paulo Roberto Vidal (Santo Amaro da Imperatriz, 3 de novembro de 1950 – Palhoça, 26 de março de 2007) foi um economista e político brasileiro.
Foi deputado na 13ª Legislatura (1995-1999) e prefeito do município de Palhoça em dois períodos: de 1989 a 1992 (eleito pelo PMDB) e de 2001 a 2004 (eleito pelo PFL).
Morreu em 2007, aos 56 anos, vítima de câncer. Foi enterrado no cemitério de Santo Amaro da Imperatriz.